# Намазов, Гара Мустафа оглы
Гара Мустафа оглы Намазов (8 мая 1930, Амирхеир — 11 мая 2016, Баку) — критик-литературовед, 
(1987), профессор (1989), заведующий НИЛ (научно исследовательская лаборатория) «Деде Горгуд» БГУ, заведующий кафедрой классической азербайджанской литературы «Мир Джалал» БГУ, заслуженный учитель Республики Азербайджана, ведущий работник образования, член Союза писателей Азербайджана, член правления Союза ашугов Азербайджана, кавалер ордена Славы.

## Жизнь и деятельность
Гара Намазов родился 8 мая 1930 года в селе Амирхеир Дилижанского района Газахского района. В 1939—1948 годах учился в родном селе и в соседнем селе Голкенд до 9-го класса, в связи с депортацией 1948 года переехал в Агстафу и окончил среднюю школу в селе Даг-Кесаман.
Хотя Гара Намазов учился в АГПУ в 1949—1950 гг., он был призван в армию (1951—1955 гг.) и учился в Авиационном училище в Сухуми, Абхазия, затем служил в воинской части в Небит-Даге, Туркмения, сначала авиатехником, затем начальником секретного отдела воинской части.
Гара Намазов, учившийся в Азербайджанском государственном университете в 1956—1961 годах, начал свое творчество в те годы с поэзии. Его первые стихи были опубликованы в сборниках и газетах «Советская Армения» (1956), «Литературная Армения», «Молодые ручки», «Цветы апреля», «Цветы пота», «Песни юности», «Молодой Азербайджан». Его стихотворение «Бир Геринеде» о первой любви Самеда Вургуна также было опубликовано в сборнике «Литературная Армения» (1957). Он перевел на азербайджанский язык образцы стихотворений Яна Райнеса, Леси Украинки, Варвары Константиновны, стихотворение Владимира Шуфа (Борея) «Разрушение Шамахи» («Гибель Шамахи» («Салима»)) о землетрясении 1902 года в Шамахе под названием «Салима» печатается с длинным предисловием.
В 1962—1967 годах Гара Намазов работал директором библиотеки и архива Института истории Академии наук Азербайджана, проявлял склонность к научному творчеству. В 1965 году продолжил обучение в аспирантуре на кафедре устного народного творчества Литературного института имени Низами, а в 1968 году защитил диссертацию на тему «Азербайджанское ашугское творчество (1920—1940-е годы)» и получил учёную степень кандидата филологических наук.
С момента поступления в университет в 1956 году Гара Намазов принимал активное участие в жизни университета, в его культурно-массовых мероприятиях (в студенческие годы был заведующим отделом по культурно-массовой работе в комитете комсомола университета), секретарь факультетской комсомольской организации, в годы преподавательской деятельности входил в состав аппарата профкома университета, на факультете исполнял обязанности председателя профкома), как правило, был инициатором и организатор встреч с выдающимися писателями и известными учеными республики.
С начала 1971 года Гара Намазов, работавший доцентом на кафедре современной азербайджанской литературы (до обретения независимости кафедра называлась «Азербайджанская советская литература»), сосредоточил свою научную и педагогическую деятельность на актуальных проблемах современной азербайджанской литературы, продолжал научные исследования в этом направлении, а также читал общие и специальные курсы, лекции. Он был одним из авторов учебника «Современная азербайджанская литература», А. Шаик, А. Джавад, написал очерки о творчестве А. Джамиля, Н. Рафибейли, М. Дильбази, М. Араза и Местана Гунара (Алиева).
Гара Намазов впервые в нашей республике создал курс детской литературы для вузов. В 1974 году, после публикации масштабной программы по детской литературе, он издал сборник из четырех книг, охватывающих все исторические этапы: «Совет сыну», «Вклад детям» и «Антология азербайджанской детской литературы» в двух томах. Первый том антологии содержит отрывки из поэзии с 1920 года до наших дней, а второй том содержит образцы прозы того периода.
Гара Намазов включил повести и рассказы, написанные в XIX—XX веках, в 50-томную серию «Всемирная детская литература», издаваемую издательством «Гянджлик», и написал к этой серии обширное предисловие об эволюции азербайджанской прозы.
В 1983 году впервые для старшеклассников был издан учебник Гара Намазова «Азербайджанская детская литература».
Гара Намазов, почти 40 лет преподававший детскую литературу в Бакинском государственном университете, продолжал свою деятельность в этой области и регулярно рассказывал в прессе о выдающихся поэтах и писателях, которые больше писали в области детской литературы, и публиковал образцы их произведений в отдельные коллекции.
Гара Намазов, продолжающий свою деятельность в направлении изучения ашуговского творчества, успел опубликовать в печати ряд статей об ашугских и сазовых поэтах средних веков. Его не удовлетворило изучение отдельных мастеров-художников, в монографии «Ашыгын сазы вя сёзю», изданной в 1980 году, он начал искать корни искусства ашуг в глубоких пластах истории, прояснил связь этого искусство с более древних времен.
В 1984 году, накануне IV Съезда любителей, книга Гара Намазова «Азербайджанское ашугское искусство» была напечатана на азербайджанском и русском языках и передана представителям съезда. Стихи Деде Горгуда, Сары Ашыга, Гурбани, Аббаса Туфарганлы, Короглу, Караджаоглана, Хесте Гасым, Ашуга Алескера, Гусейна Бозалганлы и Ашыга Шамшира были опубликованы на русском языке с предисловием Кара Намазова. По рекомендации министерства культуры Гара Намазов впервые подготовил учебно-методическую программу «Искусство любви», программа была опубликована методическим советом министерства. На основе этой программы искусство ашуга преподается в средних школах музыкального профиля.
В Азербайджанскую энциклопедию для детского чтения, связанную с переходом на новую латиницу, составленную Гарой Намазовым, вошли буклеты «Янилтмачлар», «Анекдоты», «Кара кялим аста гэдяр…», «Найди загадку», «Испытания» и «Логман» в большом формате с изящными и красочными картинками, напечатанными в макете.
Кара Намазов в 1989 году,вместе с профессором И. Валиевым издал книгу известного лирика тюркского мира Гараджаоглана «Между нами взошли снежные горы».
В 1987 году Гара Намазов защитил диссертацию на тему «Этапы развития азербайджанской детской и юношеской литературы (1920—1980-е годы)» и получил учёную степень доктора филологических наук, а в 1989 году был избран на должность профессора кафедры.
Гара Намазов, Г. Джавид, А. Джавад, Дж. Джаббарли, А. Шаиг, С. Вургун, М. Мушфик, Г. Араслы, Мир Джалал, О. Саривелли, И. Гусейнов, М. Араз и другие. выступил с докладами о своем творчестве.
Гара Намазов не только довольствовался современной литературой, но и вызывал особый интерес своими исследованиями по ряду вопросов литературоведения. «Неизвестный роман», «Рукопись Мирзы Саханга Карабаха» (первая рукопись поэмы М. П. Вагифа, 1829 г.), «О споре» (о Ю. Имре и Молле Гасыме), «Эпос о Тебризе», «Шейх Шамиль» («Айдынлыг», 1992, 31 января), «Варлыг» (Иран), 1993, № 3), «Ноев ковчег в безопасности» — аналогичные статьи. Одной из проблем, исследуемых Гара Намазовым, является изучение эпоса «Китаби-Деде Горгуд». В своих книгах «Ашыгын сазы вя сёзю», «Азербайджанское ашугское искусство» и русскоязычных книгах, в первой главе учебника «Азербайджанская детская литература» автор, как правило, начинал свое исследование с эпоса Деде Горгуда и отметил свои научные выводы об искусстве менестрелей как предшественнике ашугского искусства.
В связи с изучением эпоса «Деде Горгуд» он решил проследить более древние героические эпосы до эпоса, в этом направлении «аратто-шумерская культура», «огузско-тюркские альпийские эпосы», «Шан гызы дастаны», «Сказание Гарагоюнлу о Казанхане», «Повесть об Агджагале», «Повесть о Бухаче» (версия поэмы «Бухач»), «Огуз-каган и Деде Горгуд», «Личность Деде Горгуда», «Деде Горгуд и Деде Карам» и др. опубликовал статьи в прессе. Гара Намазов принимал активное участие в мероприятиях, проводимых в нашей республике в связи с 1300-летием «Китаби-Деде Горгуд», выступил с докладом «Огуз Каган и Деде Горгуд» на конференции, проходившей в Бакинском государственном университете, в Медицинском университете, Республиканской библиотеке, выступал с докладами в Хатаинском райисполкоме. Он неоднократно высказывал интересные мнения об этой эпопее на телеканалах.
Гара Намазов продолжил свою научную деятельность в зарубежных странах, а в 1978 году во время своего визита в Болгарию выступил с докладом об азербайджано-болгарских литературных связях и рассказал о поэме Самеда Вургуна «Стул смерти».
В 1991 году, накануне распада СССР, Кара Намазов, приглашенный в турецкий Самсунский университет им. 19 мая с группой ученых, обсуждал проблемы азербайджанской устной народной литературы в университете, Амасии, Синопе и других городах, ее преподавание в Бакинском государственном университете, взаимные научно-образовательные связи с турецкими университетами в будущем, участвовал в широких дискуссиях вокруг нее.
В 1996 году Гара Намазов участвовал в качестве главы делегации на международной встрече и фестивале, проходившем в Силифке, Турция, и выступил с докладами о значении слова «тюрк», «азербайджано-туркменских связях устной народной литературы» и об ашуге проходившем в Силифке и Ушаке. Был награжден за доклад. С тех лет Гара Намазов продолжал ежегодно посещать Турцию. Он получил копии около 2000 статей М. А. Расулзаде, опубликованных в турецкой прессе через своих тамошних родственников, и передал их в Республиканский архив литературы и искусства. Гара Намазов, продолжая свои визиты в Турцию, доложил о вопросах азербайджано-турецких взаимных фольклорных связей на встречах, прошедших в Анкаре, Чоруме (отделение Университета Гази), Мерзифоне. «Хакимиет» газета, издававшаяся в Чоруме (областной центр), сообщила об этих встречах и взяла интервью у Гара Намазова: «История разделила, но мы едины» («Хакимият», 1997, 15 августа), «Если Турция вернется к себе, избавиться» («Хакимият» ", 2001, 13 августа), «Турецкая народная литература очень богата» («Hakimiyyat», 2001, 22 августа).
В турецкой прессе была опубликована обширная статья об учебнике учительницы Кары (журнал «Бильге», 1997, № 14).
Под руководством и противодействием Гара Намазова 25 человек, в том числе двое иностранных граждан, защитили диссертации и получили ученые степени. Он был редактором и рецензентом около 100 книг и написал предисловие к большинству из них.
В течение нескольких лет Гара Намазов был членом Литературно-методического совета при Министерстве высшего образования, а также членом Совета рецензентов издательств в Комитете по печати, давал заключения по изданию десятков изданных книг. издательствами. Был членом редколлегии издаваемых в республике сборников «Озан», «Научные исследования», «Филологические исследования», «Деде Горгуд», журнала «Научные новости Бакинского государственного университета».
В течение нескольких лет Гара Намазов был председателем Специализированного совета защиты филологического факультета, сопредседателем Шекинского территориального совета обороны (1998—2000 гг.), заместителем председателя Специализированного диссертационного совета БГУ.
Одним из направлений, в котором Гара Намазов последовательно занимается исследованиями в последние годы, является его исследование того, имеют ли краснокожие люди, живущие в Америке, тюркское происхождение, а некоторые из них пришли из Азербайджана. В этом направлении в печати было опубликовано несколько статей автора («Древние тюрки в Америке», «Вопрос об огузских воспоминаниях», «Краснокожие американцы тюркского происхождения»).
С 1956 года он опубликовал в университете более 50 книг и более 400 научных статей. О его изданных книгах опубликованы ценные отзывы известных литературоведов и фольклористов.
В 2004 году Гара Намазов был приглашен на празднование юбилея Физули в Швецию и выступил с речью на тему «Исследование наследия Физули в Азербайджане». Доклад опубликован в сборнике «Байкара» (2008 г., № 1), издаваемом в Турции.
В 2002—2006 годах работал деканом филологического факультета, в эти же годы был председателем Ученого совета факультета, членом Большого ученого совета университета, а в 2002—2008 годах работал заведующим кафедрой классической азербайджанской литературы БГУ.
В последние годы издан ряд книг Гара Намазова: «Слава народного героя» (2005 г.), «Азербайджанская детская литература» (учебник для вузов, 2007 г.), «Эль Челанги» (2004 г.), «Детская литература». «В 3-х т. Антология» (2004—2005), «Гаракаоглан» (совместно с И. Валиевым), «Поздние песни» (2008), состоящие из собственных стихов, рассказов и переводов. Издал 3 тома (совместно) Сеида Азима Ширвани, 1 том избранных произведений С. Вургу.
Изданная в 2010 году книга Гара Намазова «Исторические открытия Дж. Джорж» была воспринята с большим интересом, поэтому в 2011 году книга была переиздана.
Гара Намазов Научные известия БГУ: заместитель главного редактора журнала гуманитарной серии, главный редактор отдела литературы лингво-литературной серии, редколлегии сборников «Даде Горгуд», «Научные исследования», « Сборник Байкара», изданный в Турции, издатель Министерства образования республики В 106 томах, был членом редколлегии серии «Азербайджанская и мировая литература», много лет был заместителем председателя Проблемного совета по литературной исследований, заместитель председателя Совета по защите докторских и кандидатов филологических наук, член редколлегии Института фольклора.
Гара Намазов был заведующим научно-исследовательской лабораторией Деда Горгуд при Отделе классической азербайджанской литературы, заслуженным учителем республики, работником передового образования, членом Союза писателей Азербайджана и членом Совета директоров Азербайджанского союза ашугов. Обширная биография Гара Намазова опубликована в «Энциклопедии деятелей турецкой литературы и культуры».
Гара Намазов был награжден Орденом Славы в 2009 году.
Умер в 2016 году. Он был женат. У него 3 детей.

## Произведения
- «Из истории развития ашугской поэзии». — Баку, 1968.
- «Азербайджанское ашугское искусство». — Баку, 1984.
- «Ашуги» (Книга I) (библиографическая информация). — Баку, «Сада», 2004.
- «Эль челенги» (отрывки из народной поэзии). Архивировано 17 мая 2017 г. в Wayback Machine, Баку, 2004
- «Антология азербайджанской детской литературы» (в 3-х томах). 2004—2005[4]
- «С. А. Ширвани. Избранные произведения» (в 3-х томах). 2004—2005
- «Слава народному герою», 2005
- «Азербайджанская детская литература», (учебник) 2007
- «Современная азербайджанская литература» 2007
- «Запоздавшие песни» 2008
- «Исторические открытия Ч. Чёрчвода», 2010
- «История искусства Озан-ашик». — Баку, «Наука и образование», 2013. 480 с.[5]

## Статьи
- «Мастер сильного слова». 2006.
- По следам «Деда Горгуда». Турция, 2006
- «Молла Насреддин» и литература. Байкара, Турция, 2006
- Ручной вариант грифа «Дирсахан оглу бугай». Баку, Великий химик — могучий поэт. — Баку, 2007
- Народное творчество тюркского мира — это ренессансная литература Востока. — Ашхабад, 2007
- Миф, нация, литература. — Баку, 2008
- Исследования по фузули. Байкара, Турция, 2008
- «Сёзюн серрафы». Газета «Наше слово». № 2. 15 июня 2009
- Поэма Ашуга превзошла поэтические картины письменной литературы // Народный фронт.- 2015.- 13 мая.- С.14.
- Озаны прибавили бесчисленное количество огузнамов: с XVI века ашуг заменил озан // Народный фронт.- 2015.- 20 мая.- С.14.
- Мастера ашуги //Народный фронт.- 2015.- 7 мая.- С.14.

## Награды
- Орден «Славы»[6] — 30 октября 2009 г.